# Iglesia Bautista del Monte Sion (Anniston)
La Iglesia Bautista del Monte Sion es una histórica iglesia bautista ubicada en el 212 de Second Street en Anniston, Alabama, Estados Unidos. El edificio fue construido en 1890 y agregado al Registro Nacional de Lugares Históricos en 1985.